# X-No-Archive
X-No-Archive è un header usato nei messaggi dei newsgroup per prevenire che un messaggio Usenet venga archiviato nei vari server.
Affinché vengano ignorati dai server news e dai software newsreader e non confusi con gli header standard (che includono Path:, From:, Subject: e Date:),  gli header addizionali hanno il prefisso X-. La scritta “No-Archive” significa “Non archiviare questo messaggio” e, aggiunta al prefisso X-, ha formato il termine X-No-Archive.
L'header adeguato per prevenire che un messaggio venga archiviato è il seguente:
X-No-Archive: Yes
Alcuni sistemi software non archiviano pure quando la prima linea del corpo del messaggio contiene questo testo. Questo è utile per coloro che non possono cambiare gli header dei messaggi che inviano. Se l'header X-No-Archive è impostato su “No”, o se l'header è assente, il messaggio potrà essere archiviato su Usenet.
L'uso di X-No-Archive cominciò quando DejaNews debuttò all'inizio del 1995. DejaNews fu il primo tentativo su larga scala per archiviare i news feed di Usenet. Un numero regolare di partecipanti dei newsgroup non solo si interessò ai diritti di privacy, ma anche alla possibilità che i loro messaggi potessero essere riportati attraverso DejaNews in un certo momento nel futuro. Quindi DejaNews accolse queste richieste annunciando di non archiviare i messaggi Usenet contenenti l'header X-No-Archive.
Quando DejaNews è stata acquistata da Google, Google ha continuato ad onorare il protocollo X-No-Archive. All'inizio del 2005, il servizio newsgroup di Google (Google Gruppi) ha cambiato il comportamento di X-No-Archive, rendendo i messaggi aventi questo header disponibili entro i sei giorni successivi, oltre i quali vengono cancellati. Anche altri servizi di archivio newsgroup hanno seguito i passi di DejaNews, benché la decisione di non archiviare i messaggi con X-No-Archive fosse stata interamente volontaria.

## Software Newsreader
Molti newsreader popolari e software per postare, come Forté Agent, includono, come opzione standard, la capacità di inserire l'header X-No-Archive su uno o tutti i messaggi su richiesta dell'utente, o di mantenerlo nelle risposte ad un messaggio che lo contenga (questo impedisce che il contenuto di un messaggio il cui autore ha chiesto la non archiviazione, possa essere archiviato parzialmente nel “quotato” di chi risponde).
Mozilla Thunderbird ha anche l'abilità di inserire header personalizzati in entrambi messaggi email e Usenet. Questa funzionalità deve essere abilitata manualmente modificando il file prefs.js (le istruzioni sono incluse nel file .js). Tuttavia, gli header personalizzati non sono inseriti automaticamente nei messaggi da Thunderbird: l'utente deve aggiungerli manualmente ad ogni messaggio come desidera.